# Holly Eglinton
Holly Eglinton, geb. am 19. August 1975, ist eine kanadische Filmschauspielerin. Zwischen 2001 und 2011 trat sie in 29 Filmen und Fernsehserien auf.

## Filmografie
- 2001: Eis kalt
- 2001–2002: Special Unit 2 - Die Monsterjäger (Fernsehserie)
- 2002: Schlappschuss 2 - Die Eisbrecher
- 2002: Deadly Little Secrets
- 2002–2003: Der Fall John Doe! (Fernsehserie)
- 2004: Catwoman
- 2004: White Chicks
- 2004: White Coats - Die Chaos-Doktoren
- 2005: Kifferwahn (Fernsehfilm)
- 2005: Mein verschärftes Wochenende
- 2006: Little Man
- 2006: Force of Impact - Tödlicher Asteroid (Fernsehfilm)
- 2006: Blade - Die Jagd geht weiter (Fernsehserie)
- 2006: Her Fatal Flaw (Fernsehfilm)
- 2007: Shooter
- 2007: Numb
- 2007: Postal
- 2008: The Guard (Fernsehserie)
- 2008: JPod (Fernsehserie)
- 2008: That One Night
- 2008: Kill Switch
- 2009: Battlestar Galactica (Fernsehserie)
- 2009: Reaper - Ein teuflischer Job (Fernsehserie)
- 2009: Driven to Kill - Zur Rache verdammt
- 2009: Mega Monster Movie
- 2009: American Pie präsentiert: Das Buch der Liebe
- 2010: Supernatural: Zur Hölle mit dem Bösen (Fernsehserie)
- 2011: Rise of the Damned